# Tubo polínico

Diagrama del ciclo de vida de una angiosperma. Obsérvese el papel del tubo polínico durante el proceso de fertilización.

En botánica, el tubo polínico es una prolongación en forma de tubo que emiten los granos de polen luego de aterrizar en los estigmas de las flores y que actúa como un transporte de los gametos masculinos desde el grano de polen hasta el óvulo.

## Función
El tubo polínico germina en el estigma, crece a través del estilo y se dirige hacia el saco embrionario o gametofito femenino de las angiospermas, el cual se ubica dentro del óvulo. Por dentro del tubo viajan los núcleos generativos o gametos masculinos. Al llegar a la zona de la micrópila, el tubo polínico la atraviesa y descarga su contenido cerca de una de las sinérgidas del saco embrionario. Una vez descargado su contenido, los núcleos generativos se fusionan con la oósfera y con los núcleos polares en un proceso conocido como doble fecundación. Si bien muchos granos de polen llegan al estigma y germinan, solo uno producirá la fecundación. El citoplasma, los gametos y el núcleo de la célula vegetativa se encuentran en la porción apical del tubo polínico. Más arriba se encuentra una gigantesca vacuola que aumenta de tamaño por incorporación constante de agua.

## Estructura

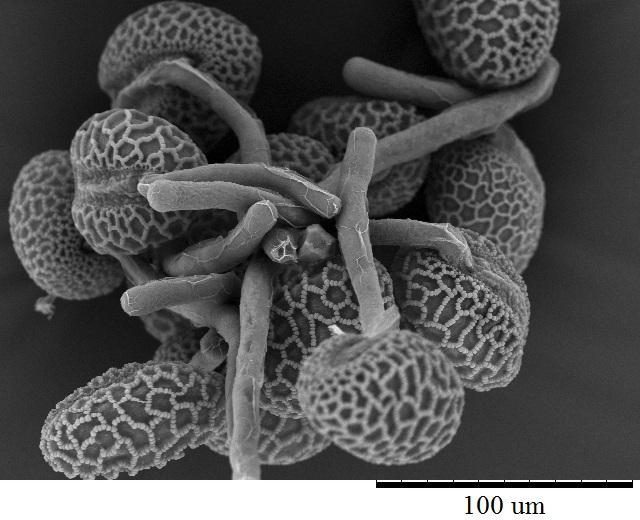
Tubos polínicos germinando a partir de granos de polen de Lilium.

La relación del tubo polínico con la intina del grano de polen no ha sido totalmente aclarada. Con microscopio óptico, el tubo parece empujar a los lados la capa de intina que hay en la abertura del grano de polen; con microscopio electrónico la intina se ve continua con la pared del tubo. El tubo crece sobre el tejido transmisor del estilo, sobre las células, entre ellas o en las paredes mismas. Las paredes celulares o las laminillas medias son disueltas por enzimas pectinasas producidas en el extremo del tubo. El tubo polínico crece por alargamiento, esencialmente por un proceso de síntesis de pared celular en su extremidad, llevado a cabo por dictiosomas que aportan su contenido (pectina y hemicelulosas) para constituir la pared celular. El tubo sigue su desarrollo sobre el tejido transmisor ovárico y llega al óvulo, al que puede penetrar generalmente por el micrópilo (porogamia) o, excepcionalmente por otros lugares (aporogamia, como por ejemplo, por los tegumentos en Ulmus, o por la calaza en Casuarina) Los óvulos de algunas plantas (Beta, Gasteria, Paspalum, Ornithogalum) presentan un exudado micropilar viscoso que contiene proteínas y carbohidratos que posiblemente sirve como fuente nutricional y también como guía para el tubo polínico.